# 笑顔のシグナル
『笑顔のシグナル』（えがおのシグナル）は、有沢遼による日本の漫画作品、およびそれを表題作とした漫画短編集。
『なかよし』1993年4月号増刊『なかぞう』（講談社）春休み号に掲載された。単行本は同社の講談社コミックスなかよしより刊行。

## 書誌情報
- 有沢遼 『笑顔のシグナル』 講談社〈講談社コミックスなかよし〉、1994年4月6日第1刷発行、ISBN  4-06-178776-4
  - 表題作のほか、「BYE BYEトモダチ宣言」「失恋マジック」「ときめきのエイプリル」の読み切り3作品が同時収録されている。